# Solène Guisard
Solène Viviane Patricia Guisard, född 30 september 2002, är en tysk konstsimmare.

## Karriär
Vid europeiska spelen 2023 i Oświęcim var Guisard en del av Tysklands lag som tog silver i fri kombination. Vid EM 2024 i Belgrad var hon en del av Tysklands lag som tog guld i det akrobatiska lagprogrammet.